# اوناک-سور-شارونت
اوناک-سور-شارونت (به فرانسوی: Aunac-sur-Charente) یک کمون در فرانسه است که در شارنت واقع شده‌است. اوناک-سور-شارونت ۱۲٫۷۹ کیلومتر مربع مساحت دارد.